# Musique arménienne

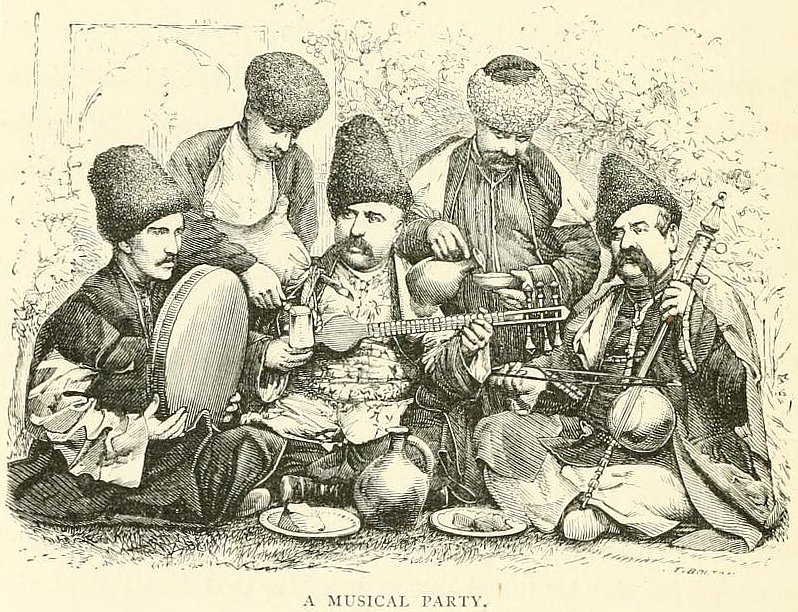
Musiciens arméniens (1870).

La musique arménienne (arménien : հայկական երաժշտություն, haykakan yerazhshtut’yun) est un mélange de musique folklorique, jouée à l'emblématique duduk, et de musique sacrée ; l'Arménie fut le premier pays à se convertir au christianisme en 301. Par ailleurs, le jazz arménien, internationalement reconnu de nos jours, est apparu dès les années 1930. Depuis l'indépendance du pays en 1991, les styles de musique occidentaux ont essaimé. Durant toute son histoire, elle a tantôt subi les influences tantôt influencé celle des pays voisins, avec les musiques arabe, turque, iranienne et russe.

## Musique chrétienne

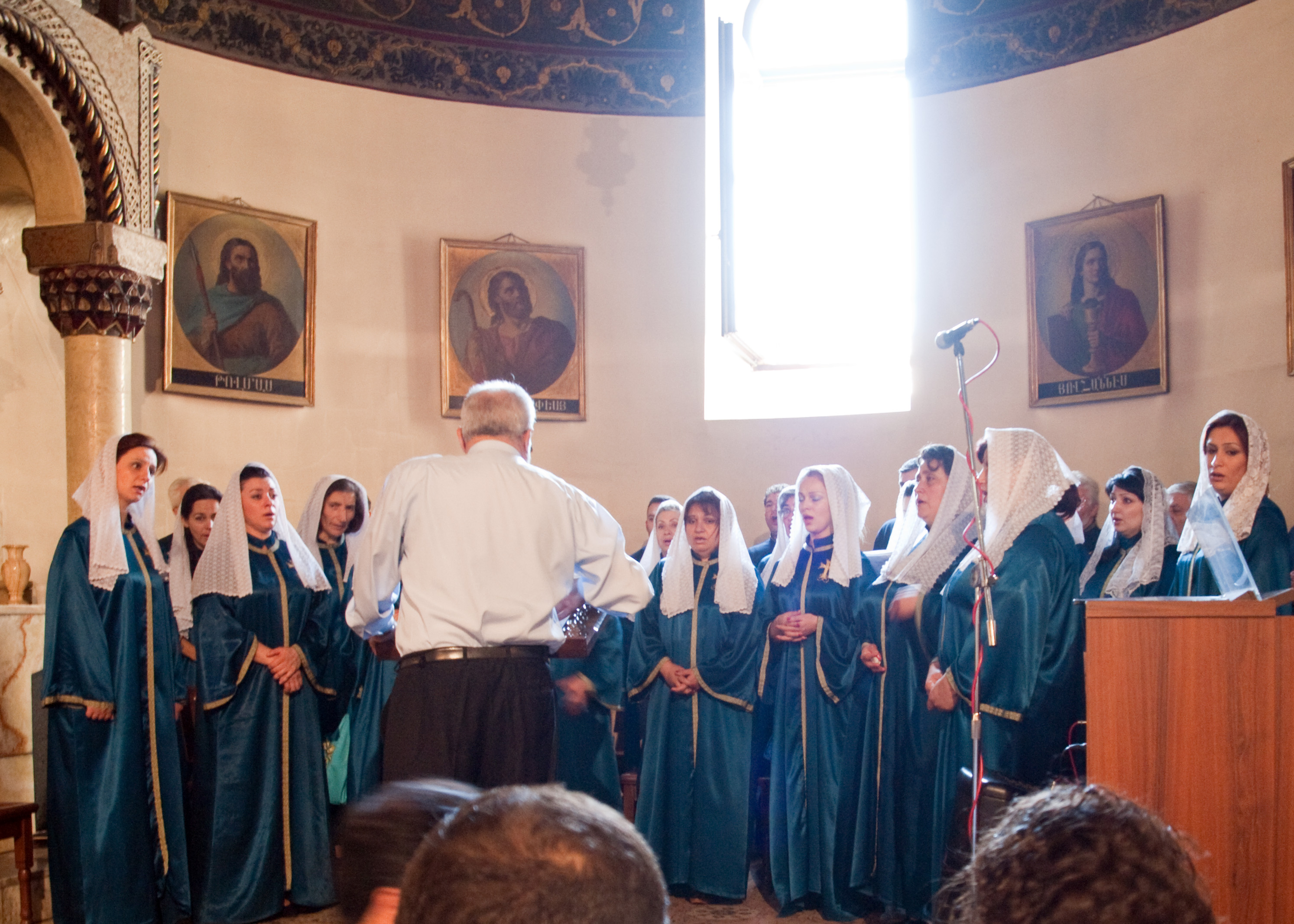
Chœur de la cathédrale d'Etchmiadzin.

Le chant arménien, composé de huit modes, est la plus commune des musiques religieuses en Arménie écrite dans le khaz, un livre de notation musicale arménienne. Beaucoup de ces chants ont des origines antiques, s'étendant depuis les temps pré-chrétiens, tandis que d'autres sont d'obédience chrétienne, y compris ceux composés au IVe siècle par le moine Mesrop Machtots, l'inventeur de l'alphabet arménien, ou le gandz du Xe siècle, composé par le moine ermite Grégoire de Narek.
La musique sacrée arménienne reste liturgique jusqu'à ce que Komitas introduise la polyphonie à la fin du XIXe siècle. Komitas peut être considéré comme le fondateur de la musique arménienne classique moderne. Entre 1899 et 1910, il voyage dans les régions montagneuses d'Arménie et y collecte plus de trois mille mélodies populaires, qu'il harmonise et transforme en lieds.

## Musique folklorique

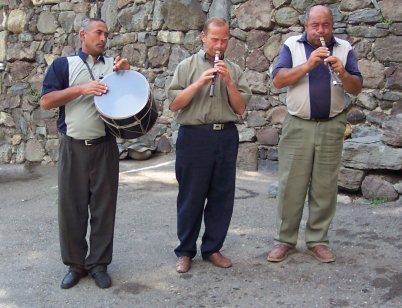
Musiciens arméniens.

La musique folklorique arménienne s'enrichit au fil des temps d'une grande diversité d'instruments. Ceux-ci incluent le kanun, le davul, l'oud, le tar, la zurna et surtout le duduk. Les virtuoses de cet instrument sont Margar Margarian, Levon Madoyan, Vatché Hovsepian, Gevorg Dabaghyan, Yeghish Manoukian mais aussi Djivan Gasparian, Lévon Minassian, Lévon Chatikyan, Araïk Bartikian et Chris Bégot.
La période allant du XIVe au XVIIIe siècle constitue une époque charnière dans le développement de la musique traditionnelle arménienne. Un riche répertoire de ballades et de chants se développe, traitant de thèmes philosophiques, spirituels, lyriques et comiques accompagnés d'instruments à cordes tels que le kamânche, le saz et le santour. À l'instar des troubadours et des ménestrels du Moyen Âge, cette tradition est représentée par les ashoughs et les goussans qui sont des musiciens, chanteurs et poètes qui parcourent la Transcaucasie. Les ashoughs développent un répertoire savant essentiellement destiné aux cours princières. Sayat-Nova est l'un des plus illustres représentants de cette lignée d'ashoughs au XVIIIe siècle. Quant aux goussans, qui cultivent une poésie moins raffinée, ils sont surtout appréciés par un public plus rural ou citadin. Parmi les goussans, Chèram et Djivani ont une grande influence sur le chant populaire arménien contemporain. Leurs compositions sont aujourd'hui[Quand ?] jouées dans la plupart des fêtes arméniennes, en particulier lors des mariages. Parmi les interprètes plus modernes qui perpétuent cette tradition musicale, on trouve Armenak Shahmuradian, Vagharshak Sahakian, Noraïr Mnatsakanian, Rouben Matevosian, Haïrik Muradian, Hovhannes Badalian, Raffi Hovhannisian, Papin Poghosian ou Hamlet Gevorgian.
À l'époque de la domination soviétique, l'enseignement de la musique folklorique arménienne est très contrôlé dans les conservatoires. Même si les danses traditionnelles arméniennes d'aujourd'hui[Quand ?] sont associées aux interprètes comme Tata Simonyan, les vraies chansons traditionnelles sont transmises par des interprètes comme Rouben Matevosian, Ophelia Hambardzumyan, Varduhi Khachatrian ou Papin Poghosian.
Plus récemment[Quand ?], Arto Tunçboyacıyan et son groupe Armenian Navy Band ont élargi les frontières de la musique traditionnelle folklorique arménienne en la fusionnant avec d'autres courants de la world music et le jazz.

### Musique classique
Le compositeur Aram Khatchatourian, internationalement connu pour ses ballets et surtout sa Danse du sabre issue du ballet Gayaneh, est le plus célèbre des musiciens arméniens. Arno Babadjanian et Edouard Mirzoyan sont d'autres compositeurs de l'ère soviétique. Parmi les compositeurs classiques de la fin du XIXe siècle, Kemani Tatyos Ekserciyan (en) est l'un des plus représentatifs de la musique ottomane ; Dikran Tchouhadjian est notamment connu pour le premier opéra arménien, Arshak II, et Armen Tigranian notamment pour Anoush (1912).
Ces dernières années, Avet Terterian, Tigran Mansourian et, plus récemment[Quand ?], Khachatur Avetisyan (en) et Arthur Aharonyan, dont beaucoup de leurs compositions sont basées sur des thèmes folkloriques et traditionnels, ont tous connu un succès mondial. Le compositeur arméno-américain Alan Hovhaness (1911-2000) utilise souvent des thèmes arméniens. Il est important de noter les danses arméniennes, pièce en quatre actes, écrite par le compositeur américain mondialement connu Alfred Reed en 1972.
Dans la musique classique, beaucoup de chanteurs arméniens gagnent une reconnaissance mondiale : les sopranos Haykanush Danielian, Gohar Gasparian, Lusine Zakaryan, Gohar Galachian, Tatevik Sazandarian, Lianna Haroutounian, Anna Nshanian, Arpine Pehlivanian, Melania Abovian, Arax Mansourian, Lucine Amara, Cathy Berberian, Ellada Chakhoyan, Hasmik Papian et plus récemment[Quand ?], Varduhi Khachatryan, Fabienne Chanoyan, Isabel Bayrakdarian, les ténors Tigran Levonyan, Gegam Grigoryan, Sergey Danelyan et Vahan Mirakyan, les basses Shara Talian, Avag Petrosian et Henrik Alaverdian, ainsi que les barytons Pavel Lisitsian, Archavir Karapetyan, Barsegh Toumanian.

## Musique populaire
Dans la musique populaire, Suzan Yakar Rutkay et Udi Hrant Kenkulian, tous les deux nés en Turquie, étaient des artistes célèbres dans les années 1920 et 1930 et ont enregistré pour des labels tels que RCA Victor, La Voix de son maître et Columbia Records.

### Pop et jazz
Les représentantes féminines les plus en vue de la musique pop arménienne moderne sont Bella Darbinyan, Raisa Mkrtchyan et plus récemment Elvina Makaryan, Erna Yuzbashian, Nadezhda Sargsian, Zara Tonikyan, Suzan Margaryan ou Tatevik Hovhannisyan. Chez les hommes, Adiss Harmandian, Rouben Hakhverdian, Forsh, VANArmenia et Aram Avagyan sont des poètes lyriques et des auteurs-interprètes. Les plus conventionnels dans le genre pop-vocal ont été Georgi Minassian, Artahes Avetyan et Levon Sevan.
Le pianiste de jazz Tigran Hamasyan, né en 1987, acquiert en quelques années une notoriété internationale en remportant divers prix dans de grands festivals de jazz. Influencé non seulement par de grandes figures du jazz, mais aussi par des compositeurs tels que Claude Debussy ou Béla Bartók, il possède un son très singulier, qui revivifie le folklore arménien.
En France, Charles Aznavour (de son vrai nom, Aznavourian) ou Sylvie Vartan sont des stars de la chanson depuis des décennies. Rosy Armen connait un réel succès en France, en Espagne, au Canada et en URSS dans les années 1960 et 1970. Plus récemment[Quand ?], Patrick Fiori ou Hélène Ségara reprennent le flambeau.
Aux États-Unis, Cher (de son vrai nom Cherylin Sarkissian) et le groupe de rock/metal System of a Down sont des stars internationales. Par ailleurs, bien que l'auditoire reste limité pour des groupes locaux, l'intérêt porté pour de jeunes groupes rock comme Sard et Bambir 2 croît, particulièrement depuis la diffusion des clips de leurs nouvelles chansons sur des chaînes de télévision locale.
Depuis 2002, le compositeur américain Daniel Decker est acclamé pour ses collaborations avec le compositeur arménien Ara Gevorgian. La Prière de Noé, chanson racontant le voyage de Noé jusqu'au mont Ararat est créée en 2002 et interprétée lors d'un concert à Sardarapat pour célébrer l'anniversaire de l'indépendance du pays en présence du président Robert Kotcharian et du catholicos Garéguine II. S'ensuit une deuxième collaboration : Adana raconte l'histoire du génocide arménien, et notamment les premiers massacres dans la ville d'Adana. Comme pour leur première, Decker a écrit les textes sur la musique d'Ara Gevorgian.

### Rabiz
Le rabiz est également très important dans la culture arménienne. Il se distingue par ses paroles et ses mélodies synthétisées orientées vers la danse, avec une signature temporelle de 6/8. Malgré l'usage répandu du terme, l'étymologie ou la définition du mot « rabiz » n'est pas clairement comprise. Selon certaines sources, il provient de l'expression russe « работники искусства » (rabotniki iskusstva) utilisée à l'époque soviétique, qui signifie « travailleurs de l'art », en référence aux syndicats spécialisés dans la composition de musique nouvelle.
Joué par des musiciens tels que Tatul Avoyan et Hayk Ghevondyan (plus connu sous le nom de Spitakci Hayko), le rabiz est également très populaire parmi les communautés arméniennes de la diaspora à Los Angeles et en Russie. Un sous-genre du rabiz, appelé kef (sans rapport avec la musique kef homonyme arméno-américaine), concerne l'amour romantique ou la fête, mais aussi l'amour de la famille ou le patriotisme. 

### Rock
Parmi les groupes de rock de l'ancienne génération, on trouve les Arakyalner d'Arthur Meschian, Vostan Hayots, Ayas et Arevatsaq. Les groupes arméniens contemporains de rock comprennent Sard, Bambir 2, Vordan Karmir, Dogma, Reincarnation et le groupe de rock alternatif The Beautified Project. Des groupes de métal progressif arménien sont également apparus sur la scène musicale arménienne ces dernières années, avec des groupes comme Dorians (en) et Armenian Space Station.

### Hip-hop
Le hip-hop arménien est d'une apparition récente[Quand ?]. En voici quelques interprètes : H.T. Hayko, H.A.Y.Q, Erevanski, Misho, Apostels, Garo, Super Sako et Seghemas. À l'international, des groupes et artistes reprennent les codes du genre : c'est le cas de Devilz Speciez (au Canada), Juree (en Pologne), Samo et Arno&Artur (en Russie), Capital Z, Kro, Mobster, R-Mean, Twinz, Scrappy, Shakro, Profit, Minor (aux États-Unis) ; puis Lefty (SD.CLICK)  et Garba (SD.CLICK) (en France).

## Instruments traditionnels
Les instruments à percussions comprennent : daf, davul, dohol, doumbeg. Les instruments à vent comprennent : duduk, kaval, peloul, shevi, srink. Les instruments à cordes comprennent : kamânche, oud, kanoun, santour, saz, sulich, târ, et kaman.

## Diaspora arménienne
En 1915, le génocide arménien perpétré en Anatolie (Arménie occidentale) par le parti Jeunes-Turcs (en turc : Itthiad ve Terakki) met à mal la culture arménienne et mène à une émigration de masse, la diaspora arménienne, principalement en France, Syrie, Liban, Iran, Irak, Canada et États-Unis. En Californie, la deuxième et la troisième générations d'Arméniens ont su préserver leurs  traditions populaires, à l'image du joueur d'oud Richard Hakopian ou de John Berberian, connu pour ses fusions de la musique traditionnelle arménienne avec le jazz et le rock dans les années 1960. Au Proche-Orient, George Tutunjian, Nersik Ispirian, Karnig Sarkissian et d'autres artistes de la « Chanson révolutionnaire arménienne » deviennent rapidement populaires dans la jeunesse de la diaspora, notamment au sein de l'ARF (Armenian Revolutionary Federation).
Certains musiciens, dont le joueur de kanun, Ara Topouzian ou le groupe VANArmenya, se font les promoteurs de la musique de « l'autre Komitas », Grikor Mirzaian, en interprétant aussi bien des chansons pour enfants que patriotiques.